# Michel Merkt
Michel Merkt est un producteur de cinéma suisse né le 19 novembre 1972  en Suisse.

## Biographie
Après des études au lycée à Genève, il exerce quelques petits boulots et tente des études de droit avant d'intégrer un cursus reconnu en communication et marketing à Bruxelles. Puis il entre comme stagiaire à Canal+,.
En 2017, il est membre du jury du 52e Festival international du film de Karlovy Vary.
En 2022, il préside le jury du 75e Festival international du film de Locarno.

## Filmographie (sélection)
- 2014 : Maps to the Stars de David Cronenberg
- 2015 : L'Ombre des femmes de Philippe Garrel
- 2015 : Valentin Valentin de Pascal Thomas
- 2016 : Aquarius de Kleber Mendonça Filho
- 2016 : Lettres de la guerre (Cartas da guerra) d'Ivo Ferreira
- 2016 : Diamond Island (en khmer, កោះពេជ្រ, Koh Pich) de Davy Chou
- 2016 : Elle de Paul Verhoeven
- 2016 : For This Is My Body de Paule Muret
- 2016 : Juste la fin du monde de Xavier Dolan
- 2016 : Ma vie de Courgette de Claude Barras
- 2016 : Mimosas : La Voie de l'Atlas d'Oliver Laxe
- 2016 : Toni Erdmann de Maren Ade
- 2016 : Tout de suite maintenant de Pascal Bonitzer
- 2018 : Ma vie avec John F. Donovan (The Death and Life of John F. Donovan) de Xavier Dolan
- 2018 : Place publique  d'Agnès Jaoui
- 2019 : Les Hirondelles de Kaboul de Zabou Breitman et Éléa Gobbé-Mévellec
- 2019 : Les Envoûtés de Pascal Bonitzer
- 2021 : Benedetta de Paul Verhoeven

## Distinction
- César 2017 : César du meilleur film pour Elle, en tant que producteur